# سوپراستار (ترانه مدونا)
«سوپراستار» (به انگلیسی: Superstar) ترانه‌ای از هنرمند اهل ایالات متحده آمریکا مدونا است. این ترانه در آلبوم ام‌دی‌ان‌ای (آلبوم) قرار داشت.